# Breaking the silence
Breaking The Silence (BTS) (hebreo: שוברים שתיקה, Shovrim Shtika) (en español: Rompiendo el silencio) es una organización no gubernamental (ONG) israelí establecida en 2004 por veteranos de las Fuerzas de Defensa de Israel (FDI).  Rompiendo el silencio tiene por objeto brindar al personal israelí en servicio y dado de baja y a los reservistas un medio para relatar confidencialmente sus experiencias en los Territorios palestinos ocupados, se han publicado colecciones de tales relatos para educar al público israelí sobre las condiciones en estas áreas ocupadas. La misión declarada de la organización es romper el silencio que rodea a estas actividades militares.
La organización fue fundada para recopilar los testimonios de las tropas que sirvieron en los territorios ocupados, la ONG ha continuado operando. Rompiendo el silencio ha recopilado y publicado los relatos relacionados con las operaciones exitosas en la Franja de Gaza y en la Cisjordania ocupada. La ONG ha sido criticada por publicar cuentas anónimas.  Una investigación de 2016 realizada por un programa de televisión confirmó la integridad de la organización, pero también dijo que algunos de los testimonios pintaban una imagen distorsionada.
En los desafíos judiciales para revelar sus fuentes, Rompiendo el silencio ha ganado varios juicios para proteger su confidencialidad. El Primer ministro de Israel, Benjamin Netanyahu y algunas otras figuras políticas de alto nivel han criticado repetidamente a la organización.
El gobierno del Likud trató de disuadir a otros gobiernos para que no le proporcionaran ningún tipo de financiación. El Primer ministro Netanyahu criticó duramente a Rompiendo el silencio en un discurso ante la Knéset a principios de 2015, y a finales de año, el Ministro de Educación propuso un proyecto de ley que bloquea a sus oradores en las escuelas públicas. Al mismo tiempo, algunas figuras de alto nivel en el sistema de seguridad y defensa israelí han defendido a la ONG. Por ejemplo, el general Amiram Levin dijo en 2015 que "Rompiendo el silencio fortalece a las FDI y a su moralidad".

## Historia
Entre las unidades de las Fuerzas de Defensa de Israel (FDI) que prestaron servicio durante la Segunda Intifada a principios de la década de 2000, había una en particular, el batallón 50 de la Brigada Nahal, que en ese período estaba formado por muchos jóvenes de moshavim y kibutzim, que a menudo se conocían entre ellos antes de su servicio. Grassiani creía que en su batallón se hablaba más abiertamente sobre una solución basada en dos estados y quizás había más simpatía por los civiles que encontraban.
Los miembros del batallón 50 fueron asignados para servir en la ciudad de Hebrón, que es importante para todas las religiones abrahámicas. En ese momento, Hebrón era la segunda ciudad más grande de los territorios palestinos ocupados,en la ciudad había 160.000 palestinos;  en la misma también había 500 colonos judíos que ocupaban casas en el centro de la ciudad.  
Unos 500 soldados estaban apostados allí para proteger a los colonos, lo que resultó en encuentros frecuentes y cercanos con civiles palestinos. Algunos de los soldados se sintieron perturbados por lo ocurrido. Después de su servicio, tres reservistas recogieron fotografías y grabaron en vídeo los testimonios de otros soldados de las FDI que también habían prestado servicio en Hebrón, para mostrar lo ocurrido en los encuentros entre civiles palestinos y militares.  
En junio de 2004 en Tel Aviv, Yehuda Shaul y otros dos ex-soldados, Jonathan Boimfeld y Micha Kurtz, organizaron una exhibición llamada Breaking the Silence, que incluía fotografías y videos que documentaban su servicio obligatorio en Hebrón.  
Ambos querían educar a la población israelí en general sobre lo que sucedía en los territorios, y sobre los esfuerzos militares para controlar a la población árabe de los territorios palestinos ocupados.
La exposición contó con la asistencia de miles de personas y recibió cierta cobertura internacional. Posteriormente, los organizadores fueron interrogados por personal de las FDI que buscaba fundamentar los aparentes abusos cometidos por esos veteranos.
Ese mismo año, Shaul, Avichai Sharon y Noam Chayut (los dos últimos también miembros del batallón 50 que habían servido en Hebrón), fundaron "Rompiendo el silencio", una organización no gubernamental (ONG).  
Crearon un sitio web y anunciaron que recopilarían y registrarían de manera confidencial los testimonios de los veteranos sobre sus experiencias militares en los territorios palestinos ocupados desde el inicio de la Segunda Intifada. 
También se ofrecieron como voluntarios para hablar con grupos de jóvenes, en escuelas y grupos comunitarios sobre sus experiencias.
Viajaron por todo el país para contar su relato. La ONG atrajo a cientos de miembros en su primer año. Durante más de una década, Rompiendo el silencio ha publicado folletos y libros que son colecciones de relatos de soldados con el fin de educar al público sobre la realidad de las operaciones militares de los soldados israelíes en los territorios ocupados.  
Rompiendo el silencio también publica informes, escritos y grabaciones en su sitio web oficial, sus miembros han realizado giras de conferencias por Israel, Europa Occidental y los Estados Unidos.

## Testimonios
Un soldado llamado Shaul, que había completado dos períodos de servicio en Hebrón, fue el primer director ejecutivo de BtS.
En 2007 se convirtió en su director de relaciones exteriores, ya que la organización comenzó a buscar apoyo externo para financiar sus programas, además de ofrecer ayuda directa a los objetores de conciencia y a sus familias. 
El grupo comenzó a ganar el apoyo de algunas iglesias en varios países, principalmente en Europa, así como también algún apoyo directo de algunos gobiernos europeos y grupos internacionales.
En 2007, Mikhael Manekin se convirtió en director ejecutivo de BtS.  
En 2012, Dana Golan se desempeñaba en este puesto.  Según el sitio web de la organización en 2017, el actual director ejecutivo es Avner Gvaryahu.
Desde 2004, Rompiendo el silencio ha dirigido un proyecto de recolección de testimonios llamado "Los soldados hablan".  
En 2009 habían recopilado varios cientos de testimonios, muchos de ellos anónimos, de aquellos que, durante su servicio en las FDI, la Guardia de Fronteras y las Fuerzas de Seguridad, desempeñaron un papel en los Territorios Ocupados.
Rompiendo el silencio dice que la confidencialidad es necesaria porque las FDI supuestamente prohíben al personal de servicio hablar públicamente sobre sus actividades.  
Como es típico en muchas organizaciones grandes, solo los portavoces militares oficiales pueden hablar con los medios de comunicación.  
Los funcionarios de Rompiendo el silencio dicen que pueden proporcionar datos personales de los soldados a las investigaciones oficiales e independientes, con la condición de que las identidades de los soldados no se hagan públicas.
En abril de 2008, BtS publicó un informe sobre la situación en la ciudad cisjordana de Hebrón. El informe Incluía 39 relatos de testigos presenciales de soldados israelíes que habían servido allí.
El informe generó una controversia generalizada y debates públicos en Israel sobre las implicaciones de la actual ocupación de los territorios palestinos.
La publicación de colecciones adicionales desde entonces ha generado controversia adicional y discusiones renovadas después de cada evento.
Desde 2005, BtS ha estado realizando viajes a Hebrón para miembros del público israelí y visitantes extranjeros.